# 路線
| ウィキペディアには「路線」という見出しの百科事典記事はありません（タイトルに「路線」を含むページの一覧/「路線」で始まるページの一覧）。 代わりにウィクショナリーのページ「路線」が役に立つかもしれません。 |